# برایان اف. اوبرن
برایان اف. اوبرن (به انگلیسی: Brían F. O'Byrne) یک بازیگر سینما و تئاتر ایرلندی است.

## اوایل زندگی
برایان فرانسیس اوبرن در مولا، شهرستان کاوان در ۱۶ مهٔ سال ۱۹۶۷ به دنیا آمد. او در مرکز بکت ساموئل کالج ترینیتی در دوبلین تحصیل کرد. او در سال ۱۹۹۰ به شهر نیویورک نقل مکان کرد و بازیگر تئاتر ایرلندی تولید شده فیلادلفیا، «من اینجا آمدم» بود.

## زندگی شخصی
اوبرن با بازیگر آمریکایی هدر گولدنهرش، همبازی او در تئاتر «تردید: یک حکایت تمثیلی» ازدواج کرد. این زوج دارای دو دختر متولد سال‌های ۲۰۰۸ و ۲۰۱۰ هستند.

## فیلم‌ها

### سینمایی
| سال  | عنوان                          | نقش           |
| ---- | ------------------------------ | ------------- |
| ۲۰۰۱ | راهزنان                        | دارل میلر     |
| ۲۰۰۳ | وقفه                           |               |
| ۲۰۰۴ | محبوب میلیون دلاری             | پدر هوروک     |
| ۲۰۰۵ | دنیای جدید                     | لوئیس         |
| ۲۰۰۶ | حشره                           | دکتر اسویت    |
| ۲۰۰۷ | قبل از آنکه شیطان بفهمد مرده‌ای | بابی          |
| ۲۰۰۷ | بدون رزرو                      | شان           |
| ۲۰۰۹ | بین‌المللی                      | مشاور         |
| ۲۰۱۰ | بهترین‌های بروکلین              | رونی روزاریو  |
| ۲۰۱۱ | فصل جادوگری                    | استاد بزرگ    |
| ۲۰۱۴ | تالار جیمی                     | فرمانده اوکیف |
| ۲۰۱۴ | ملکه و کشور                    | دیگبی         |
| ۲۰۲۰ | سرجیو                          | گیل لوشر      |
| ۲۰۲۰ | سال سالینجر من                 | هیو           |

### سریال
| سال     | عنوان                           | نقش           | یادداشت       |
| ------- | ------------------------------- | ------------- | ------------- |
| ۲۰۰۵    | قانون و نظم: واحد قربانیان ویژه | لیام کانورز   | قسمت: “Ghost” |
| ۲۰۰۹–۱۰ | فلش فوروارد                     | آرون استارک   | نقش اصلی      |
| ۲۰۱۱    | میلدرد پیرس                     | برت پیرس      | ۵ قسمت        |
| ۲۰۱۵    | آخرین کشتی                      | شان رمزی      | ۸ قسمت        |
| ۲۰۱۵    | آکواریوس                        | کن کارن       | نقش اصلی      |
| ۲۰۱۷    | تعقیب: یونابامبر                | فرانک مک آلفی | ۶ قسمت        |

## تئاتر
| نقش            | تئاتر                  | نمایشنامه‌نویس   | تقدیرها                                  |
| -------------- | ---------------------- | --------------- | ---------------------------------------- |
| پاتو دولی      | ملکهٔ زیبایی لی‌نین      | مارتین مک‌دونا   | نامزد جایزه تونی                         |
| والن           | غرب غمزده              | مارتین مک‌دونا   | نامزد جایزه تونی                         |
| رالف           | یخ زده                 | براینی لیوری    | برنده جایزه تونی                         |
| پدر فلین       | تردید: یک حکایت تمثیلی | جان پاتریک شنلی | برنده جایزه تونی                         |
| آلکساندر هرتسن | ساحل اتوپیا            | تام استاپارد    | نامزد جایزه تونی                         |
| آنتونی         | بیرون از مولینگار      | جان پاتریک شنلی | نامزد جوایز حلقه منتقدان خارج از نیویورک |

## جوایز
| سال  | جایزه                              | دسته‌بندی                                 | فیلم                                             | نتیجه    |
| ---- | ---------------------------------- | ---------------------------------------- | ------------------------------------------------ | -------- |
| ۱۹۹۸ | جایزه تونی                         | بهترین اجرای نقش دوم مرد در نمایش        | ملکه زیبایی لینان (تئاتر)                        | نامزدشده |
| ۱۹۹۹ | جایزه تونی                         | بهترین اجرای نقش اول مرد در نمایش        | لونسوم وست (تئاتر)                               | نامزدشده |
| ۲۰۰۴ | جایزه تونی                         | بهترین اجرای نقش دوم مرد در نمایش        | منجمد (تئاتر)                                    | برنده    |
| ۲۰۰۴ | جایزه دراما دسک                    | برای بهترین بازیگر مرد در نمایش درام     | منجمد (تئاتر)                                    | نامزدشده |
| ۲۰۰۴ | جوایز حلقهٔ منتقدان خارج از نیویورک | بازیگر مطرح برجسته در یک نمایش           | منجمد (تئاتر)                                    | نامزدشده |
| ۲۰۰۵ | جایزه تونی                         | بهترین بازیگر مرد در نمایش درام          | شک: یک مثل (تئاتر)                               | نامزدشده |
| ۲۰۰۵ | جایزه دراما دسک                    | بهترین بازیگر مرد در نمایش درام          | شک: یک مثل (تئاتر)                               | برنده    |
| ۲۰۰۵ | جوایز حلقهٔ منتقدان خارج از نیویورک | بازیگر مطرح برجسته در یک نمایش           | شک: یک مثل (تئاتر)                               | برنده    |
| ۲۰۰۶ | جایزه دراما دسک                    | بهترین بازیگر مرد در نمایش درام          | شهر درخشان (تئاتر)                               | نامزدشده |
| ۲۰۰۷ | جایزه تونی                         | بهترین اجرای نقش اول مرد در نمایش        | ساحل اتوپیا (تئاتر)                              | نامزدشده |
| ۲۰۰۷ | جایزه دراما دسک                    | بهترین بازیگر مرد در نمایش درام          | ساحل اتوپیا (تئاتر)                              | نامزدشده |
| ۲۰۰۷ | جوایز حلقهٔ منتقدان خارج از نیویورک | بهترین بازیگر مرد در نمایش               | ساحل اتوپیا (تئاتر)                              | نامزدشده |
| ۲۰۰۷ | جوایز گوتام                        | بهترین بازیگران گروه موسیقی              | قبل از آنکه شیطان بفهمد مرده‌ای                   | برنده    |
| ۲۰۰۷ | جایزه ستلایت                       | بهترین بازیگر فیلم                       | قبل از آنکه شیطان بفهمد مرده‌ای                   | برنده    |
| ۲۰۱۱ | جایزه امی ساعات پربیننده           | بازیگر مرد مکمل تأثیرگذار در سریال کوتاه | میلدرد پیرس                                      | نامزدشده |
| ۲۰۱۳ | جایزه دراما دسک                    | بازیگر مطرح برجسته در یک نمایش           | اگر وجود دارد من هنوز آن را پیدا نکرده‌ام (تئاتر) | نامزدشده |
| ۲۰۱۴ | جوایز حلقهٔ منتقدان خارج از نیویورک | بازیگر برجسته در یک نمایش                | خارج از مولینگار (تئاتر)                         | نامزدشده |
| ۲۰۱۸ | جوایز تلویزیونی بفتا               | بهترین بازیگر نقش مکمل                   | Little Boy Blue                                  | برنده    |